# Kanton Villefranche-de-Rouergue
Kanton Villefranche-de-Rouergue (francouzsky Canton de Villefranche-de-Rouergue) je francouzský kanton v departementu Aveyron v regionu Midi-Pyrénées. Tvoří ho sedm obcí.

## Obce kantonu
- Martiel
- Morlhon-le-Haut
- La Rouquette
- Savignac
- Toulonjac
- Vailhourles
- Villefranche-de-Rouergue